# My Girlfriend’s Child
My Girlfriend’s Child (jap. あの子の子ども Ano Ko no Kodomo) ist eine Mangaserie von Mangaka Mamoru Aoi, die in Japan von 2021 bis 2024 erschien. Das romantische Drama wurde in mehrere Sprache übersetzt, darunter auch ins Deutsche, und 2024 als Dorama umgesetzt.

## Inhalt
Die Oberschüler Sachi Kawakami und Takara Tsukishima sind schon eine Weile ein Paar und machen sich so langsam Gedanken, was für sie nach der Oberschule kommt. Nachdem einmal das Kondom gerissen ist, macht sich Sachi Sorgen, was wird, wenn sie dadurch schwanger geworden ist. Schließlich macht sie einen Schwangerschaftstest – der positiv ausfällt. Sie überlegt, welche Möglichkeiten ihr bleiben und von wem sie Unterstützung erwarten kann. Sie zweifelt trotz des Tests, ob sie wirklich schwanger ist, und als sie Takara wiedersieht, schafft sie es nicht, ihm davon zu erzählen.

## Veröffentlichungen
Die Serie wurde zunächst in einzelnen Kapiteln im Magazin Bessatsu Friend veröffentlicht. Start der Serie war im Mai 2021 und das letzte Kapitel erschien im Juli 2024. Kodansha brachte die Serie auch gesammelt in zehn Bänden heraus. 2023 wurde der Manga mit dem Kōdansha-Manga-Preis in der Kategorie Shōjo ausgezeichnet. Seit November 2024 erschienen auf Deutsch bei Carlsen Manga bisher fünf Bände (Stand Juli 2025). Die Übersetzung stammt von Nana Umino. Eine englische Fassung wird von Seven Seas Entertainment veröffentlicht, eine italienische von Edizioni Star Comics.
Unter der Regie von Hidenobu Abera, Miyō Yamaura und Takeshi Matsuura entstand bei Media Pulpo eine Fernsehserie auf Grundlage des Mangas. Das Drehbuch schrieb Naomi Hiruta und die Produzenten waren Akane Itō und Hiroko Okamitsu. Das Dorama wurde für Fuji TV produziert und startete auf dem Sender am 25. Juni 2024. Die Hauptrollen übernahmen Hiyori Sakurada (Sachi Kawakami) und Kanata Hosoda (Takara Tsukishima).